# Kovács Imre (szabadságharcos)
Kovács Imre (Monor, 1929. október 13. – Budapest, 1958. október 7.) gondnok.

## Életútja
1956. október 28-a után belépett a VII. kerületi Nemzetőrségbe, ahol járőrként dolgozott. A Köztársaság téri pártház ostromában és az államvédelmi beosztottak letartóztatásában is egyaránt részt vett. Többedmagával lefegyverezte az Eötvös utcai fegyverraktár őrségét, ahonnan több fegyvert is sikerült szerezniük. Információt szerzett arról, hogy a Fővárosi Villamosvasút Vállalat Akácfa utcai központjában ÁHV-sok rejtőztek el, ezért ő irányította a központ elleni támadást. A november 4-i szovjet bevonulás után is tovább harcolt, majd a forradalom leverését követően röplapterjesztésbe fogott. Ugyan védelmébe vett egy pártfunkcionáriust, 1958. október 7-én ennek ellenére kivégezték szervezkedés vezetése miatt.